# 遊友館
遊友館（ゆうゆうかん）は、PBWジャンルのオンラインゲームの運営会社である。愛称は遊友。

## 沿革
- 2009年4月16日 株式会社遊友館設立。主な業務はPBWの企画・製作・運営。
- 2009年8月14日 ホームページ公開、契約イラストレーター＆ライター募集開始。
- 2009年8月22日 宵闇幻影奇譚 ティザーサイト公開
- 2009年11月18日 宵闇幻影奇譚 クローズドβ版開始
- 2010年1月20日 宵闇幻影奇譚 オープンβ版開始
- 2013年11月1日 宵闇幻影奇譚の運営を創楽社へ移管

## 主な作品
- 宵闇幻影奇譚（よいやみげんえいきたん） - 遊友館PBW第一弾

## 関連サイト
- 遊友館公式ページ